# Kategoria e Parë 1959
Die Kategoria e Parë 1959 (sinngemäß: Erste Liga) war die 22. Austragung der albanischen Fußballmeisterschaft und wurde vom nationalen Fußballverband Federata Shqiptare e Futbollit ausgerichtet. Die Saison begann am 22. März und endete am 6. Dezember 1959.

## Saisonverlauf
Die Liga umfasste zum dritten Mal in Folge acht Teams. 1958 war Lokomotiva Durrës aus der Kategoria e Parë abgestiegen und wurde für 1959 durch den Wieder-Aufsteiger Labinoti Elbasan ersetzt, das früher schon unter dem Namen Bashkimi Elbasan in der Liga gespielt hatte. Titelverteidiger war der FK Partizani Tirana.
Die Meisterschaft wurde in einer regulären Spielzeit mit Hin- und Rückrunde ausgetragen. Jedes Team trat zwei Mal gegen jede andere Mannschaft an. Einen Absteiger in die damals noch zweitklassige Kategoria e dytë gab es in diesem Jahr nicht, da die Spielklasse auf zehn Mannschaften vergrößert werden sollte.
Insgesamt fielen 138 Tore, was einem Schnitt von 2,5 Treffern pro Partie entspricht. Torschützenkönig mit elf Treffern wurde Stavri Lubonja von KS Dinamo Tirana.
Nach Abschluss der langen Saison, die sich von März bis Dezember hinzog, hatte Partizani Tirana ungeschlagen den siebten Meistertitel errungen und war damit alleiniger Rekordmeister Albaniens. Nach der knappen Titelentscheidung von 1958 betrug der Vorsprung nun wieder vier Punkte für Partizani, das zum dritten Mal in Folge Meister wurde. Mit dem Vizemeistertitel erreichte 17 Nëntori Tirana die beste Platzierung seit 1945. Der sechsmalige Titelträger Dinamo Tirana landete auf dem dritten Rang und konnte mit neun Zählern nicht in den Kampf um die Meisterschaft eingreifen. Punktgleich mit Dinamo kam Flamurtari Vlora, im Vorjahr noch Vorletzter, als Vierter ein. Vorjahresvizemeister Besa Kavaja erreichte lediglich den fünften Platz vor Aufsteiger Labinoti Elbasan. Vllaznia Shkodra folgte als Siebter. Den letzten Tabellenplatz belegte Skënderbeu Korça.

## Vereine
| Verein              | Logo                     | Stadt   |
| ------------------- | ------------------------ | ------- |
| Labinoti Elbasan    | Logo KS Elbasani         | Elbasan |
| KS Skënderbeu Korça | Logo Skënderbeu          | Korça   |
| KS Vllaznia Shkodra | Logo FK Vllaznia Shkoder | Shkodra |
| 17 Nëntori Tirana   | Logo SK Tirana           | Tirana  |
| KS Flamurtari Vlora | Logo Flamurtari Vlora    | Vlora   |
| FK Partizani Tirana | Logo FK Partizani Tirana | Tirana  |
| KS Dinamo Tirana    | Logo Dinamo Tirana       | Tirana  |
| KS Besa Kavaja      | Logo KS Besa Kavajë      | Kavaja  |

## Abschlusstabelle
| Pl. | Verein                  | Sp. | S | U | N | Tore    | Quote | Punkte |
| --- | ----------------------- | --- | - | - | - | ------- | ----- | ------ |
| 1.  | FK Partizani Tirana (M) | 14  | 9 | 5 | 0 | 027:600 | 4,50  | 23:50  |
| 2.  | 17 Nëntori Tirana       | 14  | 8 | 3 | 3 | 020:110 | 1,82  | 19:90  |
| 3.  | KS Dinamo Tirana        | 14  | 4 | 6 | 4 | 016:140 | 1,14  | 14:14  |
| 4.  | KS Flamurtari Vlora     | 14  | 5 | 4 | 5 | 017:150 | 1,13  | 14:14  |
| 5.  | KS Besa Kavaja          | 14  | 6 | 1 | 7 | 020:230 | 0,87  | 13:15  |
| 6.  | Labinoti Elbasan (N)    | 14  | 4 | 3 | 7 | 012:170 | 0,71  | 11:17  |
| 7.  | KS Vllaznia Shkodra     | 14  | 3 | 4 | 7 | 013:240 | 0,54  | 10:18  |
| 8.  | KS Skënderbeu Korça     | 14  | 3 | 2 | 9 | 013:280 | 0,46  | 08:20  |

| (M) | amtierender albanischer Meister |
| (N) | Neuaufsteiger                   |

## Kreuztabelle
| 1959                | FK Partizani Tirana | 17 Nëntori Tirana | KS Dinamo Tirana | KS Flamurtari Vlora | KS Besa Kavaja | Labinoti Elbasan | KS Vllaznia Shkodra | KS Skënderbeu Korça |
| FK Partizani Tirana |                     | 0:0               | 1:0              | 3:1                 | 3:0            | 2:0              | 3:0                 | 6:1                 |
| 17 Nëntori Tirana   | 2:2                 |                   | 2:0              | 2:0                 | 4:2            | 0:1              | 1:0                 | 2:0                 |
| KS Dinamo Tirana    | 0:1                 | 1:1               |                  | 0:0                 | 3:1            | 1:0              | 0:0                 | 3:1                 |
| KS Flamurtari Vlora | 0:1                 | 0:1               | 1:1              |                     | 2:0            | 3:1              | 2:0                 | 4:1                 |
| KS Besa Kavaja      | 1:1                 | 1:2               | 2:1              | 3:1                 |                | 2:0              | 3:2                 | 2:0                 |
| Labinoti Elbasan    | 0:0                 | 2:1               | 0:0              | 0:1                 | 1:2            |                  | 4:2                 | 1:1                 |
| KS Vllaznia Shkodra | 1:1                 | 1:0               | 3:3              | 2:2                 | 1:0            | 0:2              |                     | 1:0                 |
| KS Skënderbeu Korça | 0:3                 | 1:2               | 1:3              | 0:0                 | 2:1            | 2:0              | 3:0                 |                     |

## Relegation
|                     | Gesamt |                     | Hinspiel | Rückspiel |
| ------------------- | ------ | ------------------- | -------- | --------- |
| KS Traktori Lushnja | 1:6    | KS Skënderbeu Korça | 0:4      | 1:2       |

## Die Mannschaft des Meisters Partizani Tirana
| 1.                       | Partizani Tirana |
| Logo FK Partizani Tirana | Sulejman Maliqati, Fatbardh Deliallisi, Besim Fagu, Mico Papadhopulli, Mico Ndini, Gani Merja, Kolec Kraja, Robet Jashari, Lin Shllaku, Refik Resmja, Tomorr Shehu, Iljaz Dingu, Nexhmedin Caushi, Roza Haxhiu, Simon Deda, Anastas Mitrushi, Pavllo Bukoviku, Nikolle Bespalla, Sotir Seferaj, Z. Kercini, Z. Shehu, Sefedin Braho – Trainer: Rexhep Spahiu. |